# Anton II Giulio Brignole Sale
Pour les articles homonymes, voir Brignole.
Anton II Giulio Brignole Sale (Gênes, 1673 - 1710) était un patricien génois qui fut ambassadeur de Gênes en France.

## Biographie
En 1702, il effectua une mission diplomatique à Madrid auprès de Philippe V. Au cours de l’année 1704, envoyé de Gênes en France, il rencontra Louis XIV à cause du Piémont. Il arriva à Paris le 18 février 1704 et en profita pour passer dans l’atelier du peintre Hyacinthe Rigaud qui fit de lui un excellent et remarquable portrait. Celui-ci a peint aussi son fils Gian Francesco II Brignole Sale, futur doge, envoyé de Gênes à Paris en 1734.
Il a épousé sa cousine Isabella Brignole.
Hyacinthe Rigaud a fait son portrait qui se trouve aujourd'hui au Palazzo Rosso à Gênes.

## Descendance
De son union avec Isabella Brignole, naquirent :
- Gian Francesco II Brignole Sale (1695-1760), doge en 1746-1748, marquis de Groppoli (1710-1760),
- Gian Giacomo Brignole Sale (1696-1734),
- Giuseppe Brignole Sale (1703-1769), marquis de Groppoli (1760-1769), ancêtre de l'actuelle dynastie des princes de Monaco,
- Ridolfo-Emilio Brignole-Sale (1708-1774), doge en 1762-1764, marquis de Groppoli (1769-1774) .

Il appartient à la famille Brignole.